# Квадрели (Пјаченца)
Квадрели је насеље у Италији у округу Пјаченца, региону Емилија-Ромања.
Према процени из 2011. у насељу је живело 135 становника. Насеље се налази на надморској висини од 184 м.